# توماس لورانس
توماس لورانس (بالإنجليزية: Thomas Lawrence) هو سياسي أمريكي، ولد في 1645، وتوفي في 1714.